# لا غوارديا
بلدية لا غوارديا (بالإسبانية: A Guarda) هي بلدية تقع في مقاطعة بونتيفيدرا التابعة لمنطقة غاليسيا شمال غرب إسبانيا.

## الديموغرافيا
يبلغ عدد سكان بلدية لا غوارديا 10.484 نسمة عام 2011 (وفقاً للمعهد الوطني للإحصاء الإسباني).
| 9.921 | 9.919 | 10.032 | 10.209 | 10.356 | 10.425 | 10.484 |